# Østerbros Boldklub
Østerbros Boldklub (ØB) war ein dänischer Fußballverein aus dem Kopenhagener Stadtteil Østerbro. Der Verein wurde am 1. September 1894 neugegründet, nachdem ein gleichnamiger Vereins 1893 aufgelöst worden war. Der Verein war unter der alten Zementtribüne im Idrætsparken beheimatet und trug seine Spiele im Fælledparken aus, dem größten Park in Østerbro. 1998 fusionierte er mit Ryvang Fodbold Club zu Østerbro IF.

## Geschichte

Die Mannschaft von Østerbro BK (gestreifte Shirts) anlässlich eines Spiels gegen IFK Göteborg 1908

Der Verein spielte zunächst in der Stadtmeisterschaft von Kopenhagen, der vor der Austragung dänischer Meisterschaften ab 1913 stärksten Regionalmeisterschaft. Ein dritter Platz in der Saison 1896/97 war hier das beste Ergebnis (Anfang der 1890er hatte der gleichnamige Vorgängerverein einige bessere Ergebnisse erzielt). In der Dänemarkmeisterschaft wird der Verein erstmals 1928 registriert, als die Mannschaft mit 3:9 gegen Odense BK unterlag; 1940/41 und 1941/42 qualifizierte man sich für die Schlussrunde. Mit Einführung des landesweiten Ligafußballs 1945/46 trat der Verein in der zweiten Division an, in der gleich in der ersten Spielzeit als Erstplatzierter der Aufstieg in die 1. Division gelang. Dort hielt sich die Mannschaft bis zur Spielzeit 1949/50, als man als Letzter abstieg. Nach einem erneuten Abstieg in die dritte Division in der Folgesaison hielt sich der Verein dort erneut, bevor man am Ende der Saison 1952/53 aus der dritten Liga abstieg und auf nationaler Ebene nicht mehr für Aufmerksamkeit sorgte. Das letzte Drittligaspiel war 1953 ein 3:3 auswärts gegen Vanløse IF.
Nach der Fusion mit Ryvang FC zum Østerbro IF am 10. September 1998 spielte der neue Verein seit 2006/07 in der höchsten regionalen Amateurliga, der Danmarksserie, stieg allerdings wieder in die Kopenhagener Regionalliga ab. Spiele werden im Klosterfælleden (alias Buret) im Fælledparken ausgetragen.

## Nationalspieler
- Helge Christian Bronée
- Karl Aage Præst